# بلاش (شاهنشاه ساسانی)
بلاش (به پارسی میانه: 𐭥𐭥𐭣𐭠𐭧𐭱𐭩 ت.ت. 'وُلْگشْ') یا بلاشِ پیروز در شاهنامه، نوزدهمین شاهنشاه ایران و انیران از خاندان ساسان در ایران‌شهر بود که در میان سالهای ۴۸۴ تا ۴۸۸ م. پادشاهی کرد. وی پس از برادرش پیروز یکم که در جنگ با هپتالیان کشته شده بود، به شاهی رسید.

## صلح با هپتالیان

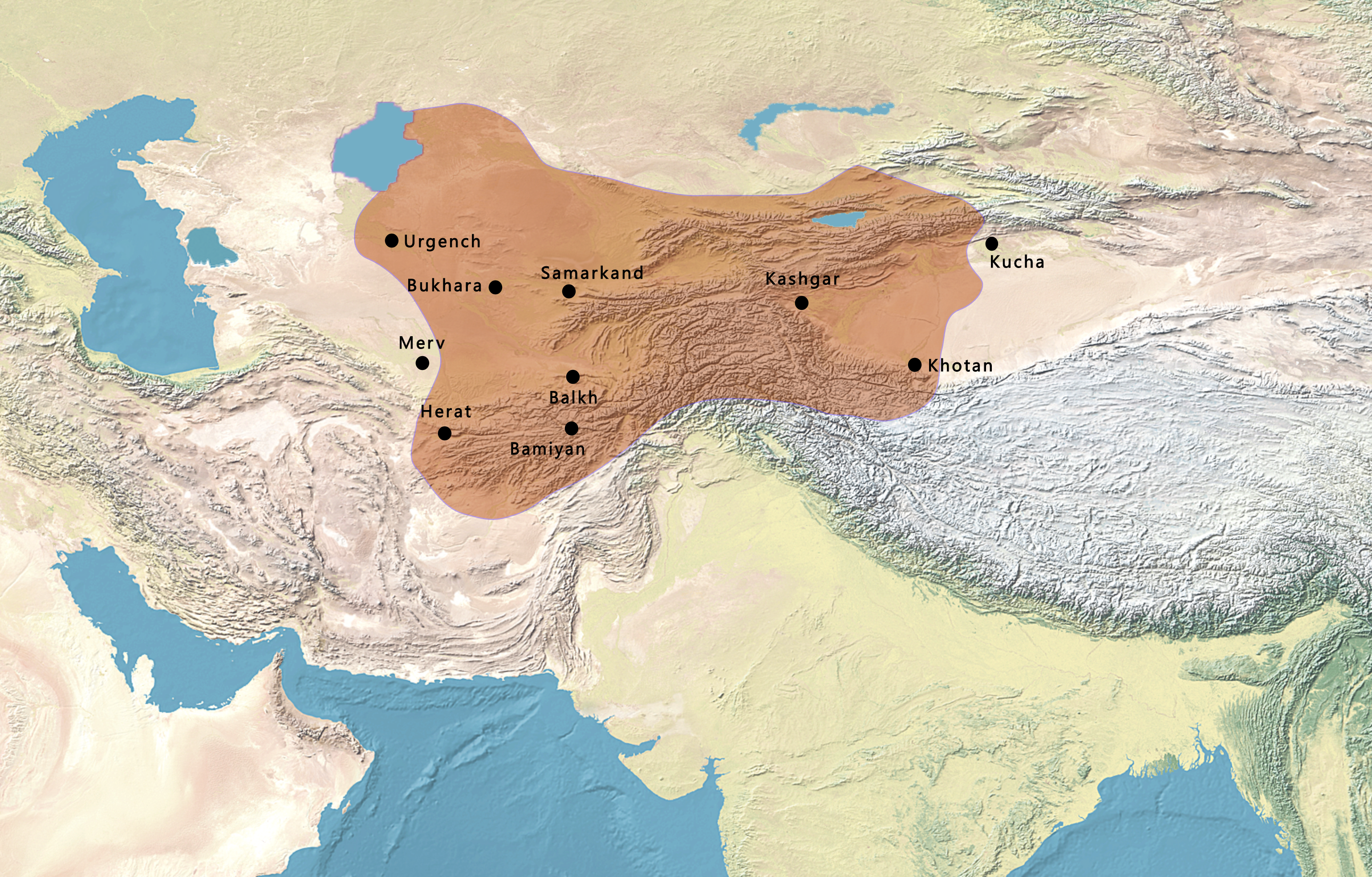
منطقه تحت تسلط هپتالیان قبل از پیروزی بر پیروز یکم

پس از شکست فاجعه بار از هپتالیان و کشته شدن پیروز یکم در میدان جنگ، تعداد زیادی از ایرانیان به دست خشنواز شاه هپتالیان اسیر شدند. یکی از این اسیران قباد یکم پسر دیگر پیروز یکم بود که به عنوان تضمینی در قبال دریافت غرامت جنگی، در نزد هپتالیان باقی‌مانده بود. بلاش با خشنواز وارد مذاکره شد و قرارداد صلحی بسته شد تا بقیه اسیران به ایران‌شهر مسترد شوند، بدین شرط که ایران‌شهر سالیانه مبلغی به هپتالیان بپردازد. از دیگر رویدادهای زمان پادشاهی وی، قطع باج سالانه‌ایست که روم برای پاسداری از دربند قفقاز، به ایران می‌پرداخت.

## ارمنستان
بلاش پس از استرداد اسراء، متوجه امور ارمنستان شد. سردار ارامنه واهان مامیکونیان از شاه درخواست کرد که آزادی مذهب عیسوی در ارمنستان اعلان شود و آتشکده‌ها را خاموش کنند. بلاش درخواست وی را قبول کرد و مذهب عیسوی در ارمنستان رسمیت یافت. این نکته به دشمنی مسیحی‌های آن حدود با ایران‌شهر تا حدی پایان داد. در روایات مسیحی سریانی و ارمنی از بلاش به نیکی یاد شده‌است.

## برکناری

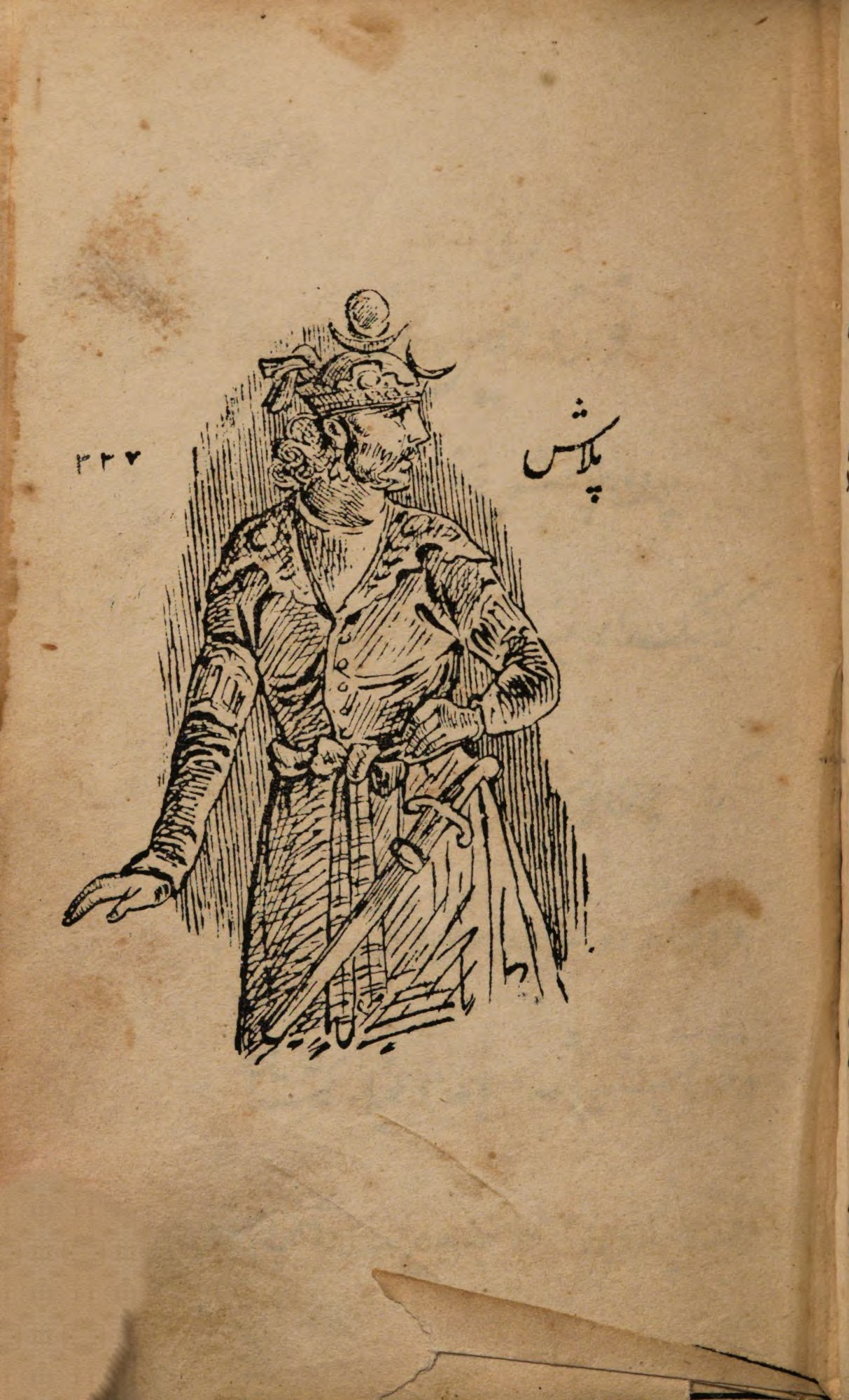
نگاره‌ای از بلاش در نامهٔ خسروان

در روزگار او موبدان زرتشتی از شاه و دربار نیروی بیشتری داشتند. قباد یکم، پسر پیروز، در مدت اقامت در نزد خشنواز پادشاه هیاطله، توانسته بود، اعتماد او را بخود جلب کرده، و تهیهٔ مقدمات سلطنت خود را، با کمک هیاطله فراهم آورد. از این روست که درست مقارن عزیمت قباد، از نزد هیاطله، به طرف ایران، بزرگان ایران بلاش را در تیسفون توقیف و عزل و نابینا کردند چون گمان می‌کردند سلطنت قباد باعث کم شدن فشار هیاطله و تخلیهٔ کشور، از قوای بیگانه خواهد شد. شاید هم مسامحه‌ای که بلاش در مقابل مسیحیان انجام داده بود، روحانیون را نسبت به او خشمگین کرده بود. بدینگونه با عزل و توقیف او، در سال ۴۸۸ میلادی، پسر پیروز یکم، قباد یکم بر تخت شهریاری نشست.